# بيلي غودن
بيلي غودن هو لاعب هوكي الجليد كندي، ولد في 8 سبتمبر 1923 في وينيبيغ في كندا، وتوفي في 17 ديسمبر 1998.

## وصلات خارجية
- بيلي غودن على موقع دوري الهوكي الوطني (الإنجليزية)
- بيلي غودن على موقع قاعة مشاهير الهوكي (لاعب أن.إتش.أل) (الإنجليزية)
- بيلي غودن على موقع EliteProspects.com (الإنجليزية)
- بيلي غودن على موقع HockeyDB.com (الإنجليزية)
- بيلي غودن على موقع Hockey-Reference.com (الإنجليزية)